# نور الدين طالب الدومي
نور الدين طالب (ولد 1395 هـ / 1975 م) عالم سوري، باحث ومحقِّق للتراث الإسلامي وناشر، ومدير مؤسِّس لكلٍّ من دار النوادر ودار المقتبَس. له عناية بالأصول الخطية النفيسة، وبحفظ الوثائق وفهرستها، ولديه (أرشيف) ورقي ورَقْمي كبير، من الدوريات والمجلات القديمة.

## سيرته
وُلد نور الدين بن صلاح الدين بن محمد بن علي بن محمد بن علي بن طالب الدُّومي الدمشقي الحنبلي الأثري في مدينة دوما بريف دمشق، في شهر  صفر سنة 1395 هـ، الموافق فبراير (شُباط) 1975 م، وسُجِّلَ رسميًّا بتاريخ 10 مارس 1975 م.
نشأ في أسرة صالحة تعمل بالتجارة، والتحق بمدرسة ضرار بن الأزور في دوما، وأكمل فيها المرحلة الابتدائية سنة 1406 هـ/ 1986 م. ثم التحق بمدرسة دوما الثانوية للبنين حيث أكمل المرحلة الإعدادية سنة 1410 هـ/ 1990 م.
وفي سنة 1414 هـ سافر إلى القاهرة، والتحق بجامعة الأزهر كلية اللغة العربية، ثم تركها وتوجَّه في سنة 1415هـ إلى المدينة المنورة، وانتسب إلى الجامعة الإسلامية، كلية الحديث الشريف. درس في هـذه الكلية أربع سنوات، وحصل منها على شهادة (ليسانس) في 23 صفر  1419 هـ، الموافق 17 يوليو 1998 م.

## مشايخه
- فارس بن عبد الباقي سُريول الدومي الحنبلي
- موفق بن محمود عيون الدومي الحنبلي
- محمد بن صالح العثيمين الوهيبي النجدي القصيمي الحنبلي
- عبد الغني بن محمد علي الدَّقر الدمشقيُّ الشافعي الأثري
- أحمد نصيب بن محمد سعيد بن حسن العلي المحاميد الحوراني الدمشقي الشافعي
- عبد الوكيل بن عبد الحق بن عبد الواحد الهاشمي العُمَريُّ المكيُّ الأثري
- عبد القادر الأرنؤوط الكوسوفي ثم الدمشقي الأثري
- محمد بن إسماعيل العمراني الصنعاني اليمني الأثري
- أحمد بن محمد بن محمد زَبَارة الصنعاني اليمني
- عبد الرحمن الشاغوري الحسيني الدمشقي الشافعي الصوفي
- محمد مرشد بن محمد أبي الخير بن أحمد بن عبد الغني ابن عمر بن عَابدين الحنفي الدمشقي
- محمد فؤاد بن سليم بن محمد سليم طه الدمشقي الحنفي
- محمد إسرائيل الندوي الهندي السلفي
- ثناء الله الكَلَسوي اللاهوري السَّلفي
- محمد بن علي بن محمد بن علي بن عبد الله بن أحمد المنصور الصنعاني اليمني الزيدي
- محمد بن قاسم بن إسماعيل بن محمد الوَشَليُّ الشافعي الحسني اليمني -الزيدي (نسبةً)-
- بكري بن عبد المجيد بن بكري بن أحمد الطرابيشي الدمشقي
- حمود بن عباس المؤيد الصنعاني اليمني الزيدي
- عبد الله بن عبد العزيز العقيل العنزي الحنبلي
- محمد أيوب البورمي المكي
- إبراهيم بن محمد نور بن سيف ابن هـلال بن شُويمر المهيري الراسي الأصل المكي ثم المدني الشافعي
- أبو تراب عبد الجميل بن عبد الحق الهاشمي العمري العدوي المكي الظاهري
- أبو محفوظ الكريم بن محمد المعصومي البيهاري الهندي
- أحمد بن محمد صالح بن عبد الفتاح الحبال الرفاعي الدمشقي الشافعي
- أحمد بن عبد القادر قلاش الحلبي ثم المدني الشافعي
- حسين بن أحمد عُسيران الصيداوي الحنفي
- حمدي بن عبد المجيد بن إسماعيل السلفي الكردي العراقي
- سالم بن عبد الله بن عمر بن أحمد آل باعلوي الحُسيني الشاطري التريمي الحضرمي الشافعي
- سعد الدين بن إبراهيم بن محمد خير الغلاييني الدمشقي الشافعي
- محمد سعيد بن محمد ضياء الدين بن محمد جمال الدين القاسمي الدمشقي الأثري
- صالح أحمد بن إدريس بن محمد الحضرمي الأصل، الأَرْكاني، المكي، ثم الرَّابغي الحنفي
- صبحي بن محمد جَاسم الحسني السَّامرائي الأثري
- صفي الرحمن بن عبد الله المباركفوري الهندي ثم المدني السَّلفي الأثري
- عبد الرحمن بن أبي بكر بن عبد الرحمن المُلَّا الأحسائي الحنفي
- عبد الرحمن بن أحمد بن عبد الله الكاف الحضرمي الشافعي
- عبد الرحمن بن عبد الحي بن عبد الكبير الكتاني المغربي المالكي
- عبد الرحمن بن محمد كمال بن عبد القادر المجذوب الدمشقي الشافعي
- عبد الرحمن بن محمود أبو مَضَّاي العلوني الجهني الينبعاوي المدني الشافعي
- محمد بن عبد الرزاق الخطيب الحسني القادري الدمشقي الحنفي
- عبد الرزاق بن حسن الحلبي الدمشقي الحنفي
- عبد الرؤوف بن نعمة الله الرحماني النيبالي الهندي الأثري
- عبد العزيز بن إبراهيم بن قاسم النجدي الحنبلي
- عبد الغفور بن عبد الحق بن حسين البلوشي المدني الأثري
- عبد الفتاح بن حُسين بن إسماعيل بن محمد طيب رَاوَه العامودي الحضرمي الجاوي المكي الشافعي
- عبد القادر بن كرامة الله المكي ثم الرابغي الحنفي
- عبد القيوم بن عبد رب النبي بن عبد الله ديدار المكي الحنفي
- عبد القيوم بن زين الله بن سليمان بن أمانَتْ بن خُدابخش بن محمد سليم خان الرحماني البستوي الأثري
- عبد الله بن إبراهيم بن محمد خير الغلاييني الدمشقي الشافعي
- عبد الله بن عبد القادر بن أحمد بن محمد التليدي الطنجي الحَسَني المالكي
- عبد الله بن مراد علي بن رحمة الله المدني الأثري
- عبد الله بن محمود السيد الدومي الحنبلي
- عبد المحسن بن محمد بن عبد المحسن المنيف المدني الحنبلي الأثري
- عبد المنان بن عبد الحق بن عبد الوارث بن قائم الدين النورفوري الأثري
- عبد المنعم بن عطية بن عبد القوي السكران المصري الأزهري
- عزت بن عُبيد الدعاس الحمصي الشافعي
- علي بن خالد الشربجي الداراني الدمشقي
- عمر بن عبد الكريم الصباغ الحموي ثم الدمشقي الحنفي
- عمر بن محمد بن بكر الفُلَّاني المدني الأثري
- غلام الله بن المولوي رحمة الله رحمتي القندوزي الكاكري البيشاوري السلفي الأثري
- محمد بن إسماعيل النحلاوي الدمشقي الشافعي
- محمد بن إبراهيم بن محمد الحاج سعيد خطيب السلقيني الحلبي الحنفي
- محمد بن أبي بكر أحمد الحبشي الحضرمي الشافعي
- محمد الأمين بن محمد بوخبزة العمراني الحسيني التطواني المالكي الأثري
- محمد تقي بن محمد شفيع بن محمد ياسين العثماني الباكستاني الحنفي
- محمد تيسير بن محمد توفيق المخزومي الدمشقي المدني
- محمد زكي بن إبراهيم الخليل القاهري الشافعي
- محمد ديب بن أحمد الكلاس الدمشقي الحنفي
- محمد سعيد بن هـاني الكحيل الحمصي الشافعي
- محمد ضياء الرحمن الأعظمي الهندي المدني
- محمد عاشق إلهي بن محمد صديق بن أسد الله البرني المظاهري المدني الحنفي
- محمد عثمان بن عمر بلال الحلبي الحنفي
- محمد عبد الله بن محمد بن محمد آدو بن محمذ (بالذال) بن الأمين بن الإمام بن أحمد الرمضاني الجكني الشنقيطي ثم المدني المالكي
- محمد الفاتح بن محمد مكي بن محمد بن جعفر الكتاني الدمشقي المالكي
- محمد بن درويش الخطيب النعيمي الحَسَني الحلبي الشافعي
- محمد بن عبد الهادي بن محمد بن الحسين المنوني الحسني الرباطي المالكي
- محمد مطيع بن محمد واصل بن عبد الرحيم الحافظ الدمشقي الحنفي
- محمد نمر بن عبد الفتاح بن سعيد الخطيب الصيادي الحيفاوي المدني الحنفي
- محمد يونس بن الحاج شَبِّير أحمد بن شير علي الجَونفوري السَّهارنفوري الهندي الحنفي
- محمد بن محمود بن محمد الحجار الحلبي ثم المدني الشافعي
- محمد المنتصر بن محمد الزمزي بن محمد بن جعفر الكتاني المغربي المالكي
- محمد زهير بن مصطفى الشاويش الدمشقي الأثري السلفي
- محمد بن أحمد بن عمر بن عوض الشاطري التريمي
- حبيب الله قُربان علي المظاهري الهندي ثم المدني الحنفي
- محمد علي بن سليم مراد الحموي ثم المدني
- عبد الله بن أحمد بن محسن اليافِعِي النَّاخِبِي الحضرمي
- محمد بن عبد الله بن أحمد الأمادن أغادي الصومالي المكي المالكي
- وصفي بن أحمد بن يوسف بن أحمد بن عبد الجليل المُسَدِّي الحمصي الحنفي
- يوسف بن عبد الله القرضاوي المصري الأزهري
- يوسف بن عبد الرحمن المرعشلي البيروتي الشافعي
- يوسف بن صادق بن منصور بن محمد بن حسن بن محمد عرار الحَسَني الحجازي ثم الدمشقي الشافعي